# Lupeni (Harghita)
Lupeni es una comuna ubicada en el distrito de Harghita, Rumania.

## Superficie
Cuenta con una superficie de 125,3 kilómetros cuadrados.

## Demografía
Hasta 2021 la población era de 4547 habitantes, con una densidad de población de 36,27 habitantes por kilómetro cuadrado.